# Dover Beaches South
Dover Beaches South – jednostka osadnicza w Stanach Zjednoczonych, w stanie New Jersey, w hrabstwie Ocean, nad Oceanem Atlantyckim.